# Federación de Waterpolo y Natación de Montenegro
La Federación de Waterpolo y Natación de Montenegro (VPSCG) (en montenegrino: Vaterpolo i plivački savez Crne Gore) es el organismo rector del waterpolo y la natación en Montenegro. La federación se formó el 22 de abril de 1949 en Herceg Novi. Su primer presidente fue Milan Vukasović. 
Es una organización deportiva independiente, miembro de la LEN (Liga Europea de Natación), la FINA (Federación Internacional de Natación) desde el 21 de agosto de 2006 y el Comité Olímpico de Montenegro. Organiza el Campeonato y la Copa de Waterpolo de Montenegro y el campeonato de natación de Montenegro. La federación está a cargo de los equipos nacionales de waterpolo y natación de Montenegro.
Tiene su sede en Podgorica y su presidente actual es Nikola Milić.

## Miembros
Clubes miembros de la Federación de Waterpolo y Natación de Montenegro:
- Vaterpolo plivački klub AQUATIC VERDE, Podgorica
- Plivački i vaterpolo klub BUDUĆNOST, Podgorica
- Plivački vaterpolo klub BUDVA-BUDVANSKA RIVIJERA, Budva
- Plivački klub BUTTERFLAY, Nikšić
- Vaterpolo klub VATERPOLO AKADEMIJA CATTARO, Kotor
- Plivački vaterpolo klub JADRAN, Herceg Novi
- Plivački vaterpolo klub NIKŠIĆ, Nikšić
- Plivački klub ORKA, Budva
- Vaterpolo klub PRIMORAC, Kotor
- Plivački vaterpolo klub "STARI GRAD" Budva, Budva
- Vaterpolo klub MLADOST BIJELA, Bijela

## Especialidades deportivas
- Natación
- Waterpolo

## Competiciones organizadas por la VPCG

### Natación
- Campeonato de natación de Montenegro

### Waterpolo
- Liga de Montenegro de waterpolo masculino
- Copa de Montenegro de waterpolo masculino

## Patrocinadores
Patrocinadores de la Federación de Waterpolo y Natación de Montenegro:
- Elektroprivreda Crne Gore (patrocinador general)[4]
- Delfina
- SAVA OSIGURANJE
- Meridianbet[5]
- JANA
- CEDIS
- Savana
- Generali
- Budvanska Rivijera
- PHARMANOVA